# ボルジオン
ボルジオン(Boldione)は、ボルデノンの前駆体であり、2010年1月4日現在、付表IIIの規制物質である。
2004年、アメリカ合衆国議会は、36のステロイドと処方薬のプロホルモンを規制物質法の付表IIIに加える2005年アナボリックステロイド規制法を可決した。この規制で、ボルデノンは規制物質に分類されたが、ボルジオンは合法に留まった。2008年4月、麻薬取締局は、ボルジオンとデソキシメチルテストステロン、ジエンジオンの3つのアナボリック物質の規制に関する””を出版した。2008年の公布の時点で、これら3つの物質は、処方薬として購入できる58以上のサプリメントに原料として含まれていた。2010年1月4日に制度が施行されると、ボルジオンを含むこれら3つの物質は、付表IIIの規制物質に分類され、アメリカ合衆国では違法とされるようになった。
2016年現在は世界アンチ・ドーピング機関（WADA）が定める禁止薬物の一つとなっているが、日本では梅肉エキスを使用した食品・サプリメント等に極微量が含まれる場合があるため、同種の製品を扱う梅丹本舗では注意を呼びかけている。